# Camp volant
Camp volant, franska för flygande läger, är en mindre militär enhet, som oroar och distraherar fienden. Enheten bestod oftast av kavalleri, såsom dragoner.